# 알레한드라 베니테스
알레한드라 베니테스(Alejandra Benítez, 1980년 7월 7일, 카라카스 ~)는 베네수엘라의 사브르 펜싱 선수이다. 그녀는 2004년, 2008년, 2012년 하계 올림픽의 여자 사브르 개인전에 출전하였다.